# Friedrich Karl Heinrich Otto Gebhardt
Friedrich Karl Heinrich Otto Gebhardt (* 1. Mai 1827 in Georgenthal; † 30. September 1888 in Stadtlengsfeld) war ein deutscher Jurist und Politiker.

## Leben
Als Sohn eines Pfarrers geboren, ging Gebhardt auf das Gymnasium in Gotha, welches er als Primus Omnium verließ, um in Jena Rechtswissenschaften zu studieren. Während seines Studiums wurde er 1846 Mitglied der burschenschaftlichen Verbindung auf dem Burgkeller. Nach seinem Examen 1851 wurde er Amtsakzessist in Friedrichswerth und 1853 Sekretär des Herzoglichen Justizkollegiums in Gotha. 1854 wurde er Amtsaktuar in Volkenroda und 1855 in Tonna. 1855 wurde er Regierungssekretär im Herzoglichen Staatsministerium in Gotha und 1862 Landratsamtsassessor in Ohrdruf. 1872 wurde er Regierungsrat, 1875 Vortragender Rat und 1879 Geheimer Regierungsrat. 1881 wurde er Mitglied des Gesamtministeriums und wurde 1883 zum Staatsrat und Chef des 3. Departements des Herzoglichen Staatsministeriums in Gotha, wo er für das Kirchen-, Schul- und Eisenbahnwesen zuständig war. Er war als Staatskommissar für die Werrabahn zuständig und Mitglied des Verwaltungsrates der Werrabahngesellschaft. Er war auch Vorsitzender und Ehrenmitglied des städtischen Kunst- und Gewerbevereins.
Von 1868 bis 1874 war er Mitglied der Landtage für das Herzogtum Coburg-Gotha.

## Ehrungen
- 1878: Herzoglich Sachsen-Ernestinischer Hausorden, Ritterkreuz 2. Klasse
- 1884: Herzoglich Sachsen-Ernestinischer Hausorden, Ritterkreuz 1. Klasse
- 1888: Herzoglich Sachsen-Ernestinischer Hausorden, Komturkreuz 2. Klasse